# Istiophoridae
Los istiofóridos (Istiophoridae) son una familia de peces perciformes conocidos vulgarmente como marlines, agujas, picudos y peces vela. En todos ellos, los huesos nasales de la mandíbula superior se prolongan formando una "lanza" o "arpón" largo y de seccíón redondeada. La aleta dorsal, alargada y rígida, se proyecta hacia arriba en forma de cresta o penacho. Son depredadores activos y voraces que utilizan el "pico" extendido para atacar y atontar a sus presas, generalmente peces y cefalópodos. Son peces óseos grandes y comestibles, aunque no sabrosos y que alcanzan un peso máximo de unos 630 kilogramos. Las especies de esta familia son muy apreciadas en la pesca deportiva, no solo debido a su tamaño y velocidad de nado, sino también por ser duros luchadores que combinan rápidos nados subacuáticos con vistosos saltos para conseguir soltarse de la línea de pesca. Están relativamente emparentados con el pez espada y viven en la mayor parte de los mares cálidos y templados. El marlín negro, Istiompax indica, es una especie común en el Pacífico. El marlín blanco, Tetrapturus albidus, pez popular en la pesca deportiva en el Atlántico, junto con el marlín del Mediterráneo, Tetrapturus belone, son las especies presentes en el Mediterráneo. Los peces vela, Istiophorus albicans e Istiophorus platypterus, se los diferencia por su aleta dorsal de mayor tamaño. Las especies del género Kajikia y el marlín azul, Makaira nigricans, están considerados entre las especies vulnerables de extinción debido a la sobrepesca.

## Clasificación
Los marlines son peces cercanos al pez espada.
Especies de la Familia Istiophoridae
- Género Istiompax (marlín negro o picudo)
  - I. indica
- Género Istiophorus (peces vela)
  - I. albicans
  - Istiophorus platypterus
- Género Kajikia (marlines blanco y rayado)
  - K. albida
  - K. audax
- Género Makaira (agujas)
  - M. mazara
  - M. nigricans
- Género Tetrapturus (marlines)
  - T. albidus
  - T. angustirostris
  - T. audax
  - T. belone
  - T. georgii
  - T.pfluegeri